# Terrorizer
Terrorizer es una banda de death metal/grindcore formada en 1986, que se disuelve en 1989, meses antes de sacar su gran disco World Downfall, luego en el 2006 se reúnen para lanzar un nuevo disco Darker Days Ahead, esta banda es la inspiración e influencia de numerosas bandas de death, thrash metal, metalcore y deathcore. y fue una de las primeras bandas de grindcore.

## Historia
En 1986, se fundó la banda Unknown Death formada por Jesse Pintado (guitarra) Oscar García (bajo y voz) y Pete Sandoval (batería), para después cambiar su nombre a Decomposed, y eventualmente a Terrorizer donde se les unió Alfred (Garvey) Estrada como bajista en 1987, es ahí cuando graban en 1987 una serie de ensayos y demos Shaping a Raw, Fast, and Aggresive Grindcore Sound son algunos junto a Nausea.
En 1988 empiezan a grabar el “World Downfall”, pero Garvey cae en la cárcel. Entonces se les une David Vincent para terminar de grabar el disco mientras Pete trabajaba en el ‘’Altars Of Madness’’ de Morbid Angel; al terminar de grabar la banda se disuelve, y cuando Pete se va a Morbid Angel, Óscar se une a Nausea, Jesse, por su parte, se une a Napalm Death.
En 1989 se mezclan las grabaciones de ‘’’Terrorizer’’’ con algunas canciones de Nausea, para así terminar y lanzar el disco ‘’World Downfall’’ El LP fue grabado y mezclado en 8 horas.
En el 2004 se reúnen Jesse, en la guitarra, Pete en la batería, Anthony Rezhawk en la voz y Tony Norman en el bajo. Así graban su disco "Darker Days Ahead", pero inesperadamente Jesse muere el 27 de agosto de 2006, por un coma diabético, dejando a la banda congelada. Pete Sandoval junto a la guitarrista Katina Culture grabaron el penúltimo álbum con el bajista David Vincent "Hordes of Zombies" en el 2012, así mismo, la banda ha ido de gira por el mundo cambiando de formación constantemente, actualmente se ha lanzado el cuarto álbum titulado "Caustic Attack", fue lanzado en el otoño de 2018 bajo The End Records, bajo la formación Pete Sandoval en la batería, Sam Molina bajo / voz y Lee Harrison en la guitarra, ambos pertenecientes a la banda de death metal Monstrosity.

## Discografía

### Demos
- Nightmares (1987)
- Demo '87 (1988)

### Álbumes
- World Downfall (1989)
- Darker Days Ahead (2006)
- Hordes of Zombies (2012)
- Caustic Attack (2018)

### Otros
- Terrorizer / Nausea (1988)